# Kamienica Polska (plaats)
Kamienica Polska is een dorp in het Poolse woiwodschap Silezië, in het district Częstochowski. De plaats maakt deel uit van de gemeente Kamienica Polska.